# Klwatka Szlachecka
Klwatka Szlachecka – wieś w Polsce położona w województwie mazowieckim, w powiecie radomskim, w gminie Jedlińsk. Ma status sołectwa.
| SIMC    | Nazwa     | Rodzaj    |
| ------- | --------- | --------- |
| 0624870 | Przytułki | część wsi |

W latach 1975–1998 miejscowość administracyjnie należała do województwa radomskiego.
15 marca 1984 część wsi (86,34 ha) włączono do Radomia.